# Narrow Inlet
Das Narrow Inlet (englisch für Schmaler Einlass) ist eine lange und rund 150 m breite Bucht an der Scott-Küste des ostantarktischen Viktorialands. Sie liegt südlich von Inexpressible Island am Ufer der Terra Nova Bay.
Die von Victor Campbell geleitete Nordgruppe der britischen Terra-Nova-Expedition (1910–1913) gab der Bucht ihren deskriptiven Namen.